# Fall of Life
Fall of Life is het debuut- en enige album van de Nederlandse black- en deathmetalband Ministry of Terror. Het album is gemaakt naar aanleiding van positieve kritiek op een demo die in 1994 was verzonden naar Aardschok.

## Tracklist
| Nr. | Titel                | Duur |
| --- | -------------------- | ---- |
| 1.  | Move On to Hate      | 3:50 |
| 2.  | Agony                | 3:27 |
| 3.  | Darkened             | 4:17 |
| 4.  | Lost                 | 4:34 |
| 5.  | Human Nature         | 3:29 |
| 6.  | Fall of Life         | 4:49 |
| 7.  | As Chaos Reigns      | 4:40 |
| 8.  | Hollow               | 3:26 |
| 9.  | Tears of Humiliation | 3:26 |
| 10. | Relentless           | 4:33 |